# 15945 Raymondavid
15945 Raymondavid (1998 AZ5) là một tiểu hành tinh vành đai chính được phát hiện ngày 8 tháng 1 năm 1998 bởi Khảo sát tiểu hành tinh OCA-DLR ở Caussols.